# شکلاتی

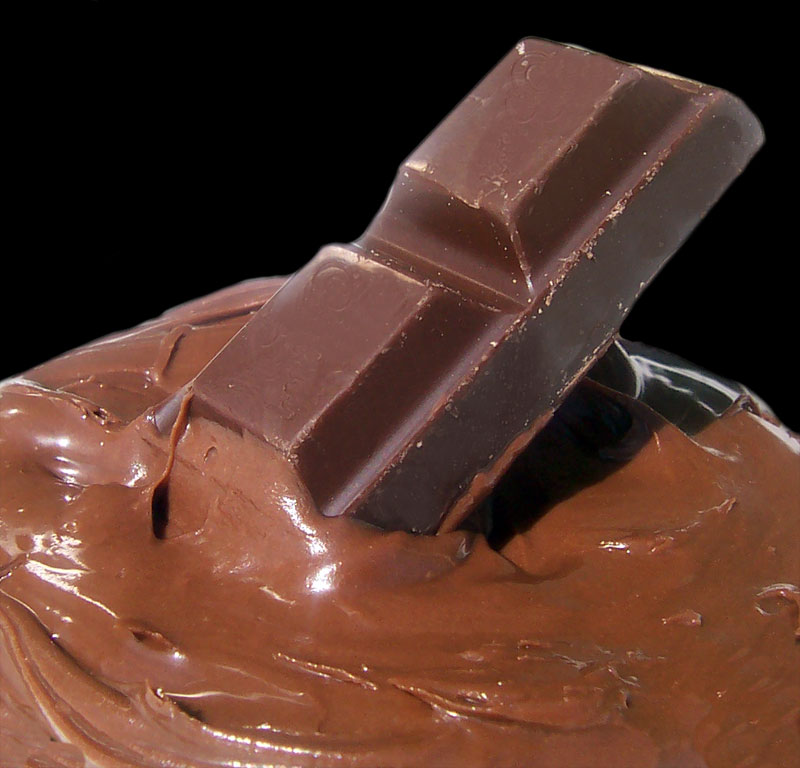
شکلات آب‌شده و یک تکه شکلات

رنگ شکلاتی یک نوع تیره از رنگ قهوه‌ای که شباهت به شکلات دارد.
اولین کاربرد کلمه شکلات به عنوان رنگ در زبان انگلیسی به سال ۱۷۳۷ میلادی بازمی‌گردد.
این رنگ در واقع مشابه پرکاربردترین نوع شکلات یعنی شکلات شیری است.